# Threads (réseau social)
Pour les articles homonymes, voir Thread.
Threads (prononcé en anglais : [θɹɛdz] ; littéralement fils de discussion ou enfilades) est un média social de microblogage détenu par l'entreprise américaine Meta, la société mère de Facebook et Instagram. Il est lancé le 5 juillet 2023 dans plusieurs pays dont les États-Unis et le Royaume-Uni. Cependant l'application n'était pas disponible initialement dans les pays de l'Union européenne en raison de sa non-conformité aux règles de collecte de données privées. Le 14 décembre 2023, l'application est officiellement lancée à travers l'Europe.
Fin novembre 2024, Threads comptait 1 million d'utilisateurs quotidiens actifs aux Etats-Unis.

## Historique

### Utilisation précédente du nom
En octobre 2019, Meta lance une application, dénommée Threads, pour concurrencer Snapchat. Celle-ci permet d'envoyer des photos, des vidéos et des messages texte à une partie des contacts Instagram classés comme « amis proches ». Elle disparaît en décembre 2021 et ses fonctionnalités sont intégrées à Instagram Direct.

### 2022-2023: Développement et présentation
Depuis l'acquisition de Twitter par Elon Musk, les concurrents de Twitter ont tenté d'exploiter l'exode des utilisateurs. Au cours d'une séance de remue-méninges fin 2022 visant à élaborer des stratégies de concurrence avec Twitter, les employés de Meta ont discuté de la possibilité de prolonger le déploiement d'Instagram Notes — Une fonctionnalité basée sur le texte à venir sur Instagram, ainsi que de développer une application séparée axée sur le texte (text-focused).
Le développement de Threads a commencé en janvier 2023. Moneycontroll (en) a obtenu des informations sur l'application, alors sous le nom de code P92, en mars 2023. P92 fonctionnerait sur le protocole ActivityPub et les utilisateurs pourraient utiliser leurs identifiants Instagram pour s'inscrire. En juin 2023, The Verge a publié des détails sur une réunion interne de Meta portant sur le "Projet 92", décrit par le directeur des produits de Meta, Chris Cox, comme la "réponse de l'entreprise à Twitter". Il a également été rapporté que l'application serait basée sur Instagram.
Des détails ont émergé sur Threads en juillet, lorsque le développeur Alessandro Paluzzi a tweeté que le Projet 92 avait été publié sur le Google Play Store sous le nom de Threads. L'application a été retirée quelques heures plus tard, mais Paluzzi a publié plusieurs captures d'écran des fonctionnalités de l'application.
Le 3 juillet 2023, Threads est apparu sur l'App Store d'Apple avec une date de sortie prévue pour le 6 juillet 2023. La présentation de Threads est intervenue à la suite de changements dans le nombre de tweets pouvant être consultés par jour. Un site web officiel à l'adresse threads.net a également été découvert, avec un compte à rebours jusqu'au lancement du service et des liens pour télécharger les applications du service. Elle est annoncée le 4 juillet 2023 avec une ouverture des précommandes deux jours avant sa sortie. Le 22 août 2023, le réseau social se dote d’une version web. Threads réalise un très bon lancement avec le cap du million d'utilisateurs en seulement 2 heures et 70 millions d'inscrits en 2 jours.

### 2023: Lancement à travers l'Europe
Le 14 décembre 2023, Threads devient officiellement disponible pour les utilisateurs européens,,. Pour répondre à la réglementation européenne, une option supplémentaire est disponible pour les utilisateurs de l'Union européenne et de l'Espace économique européen; les utilisateurs ont la possibilité d'utiliser le réseau social sans avoir besoin d'un compte Instagram, cependant leur expérience est limitée.

## Apparence et fonctionnalités

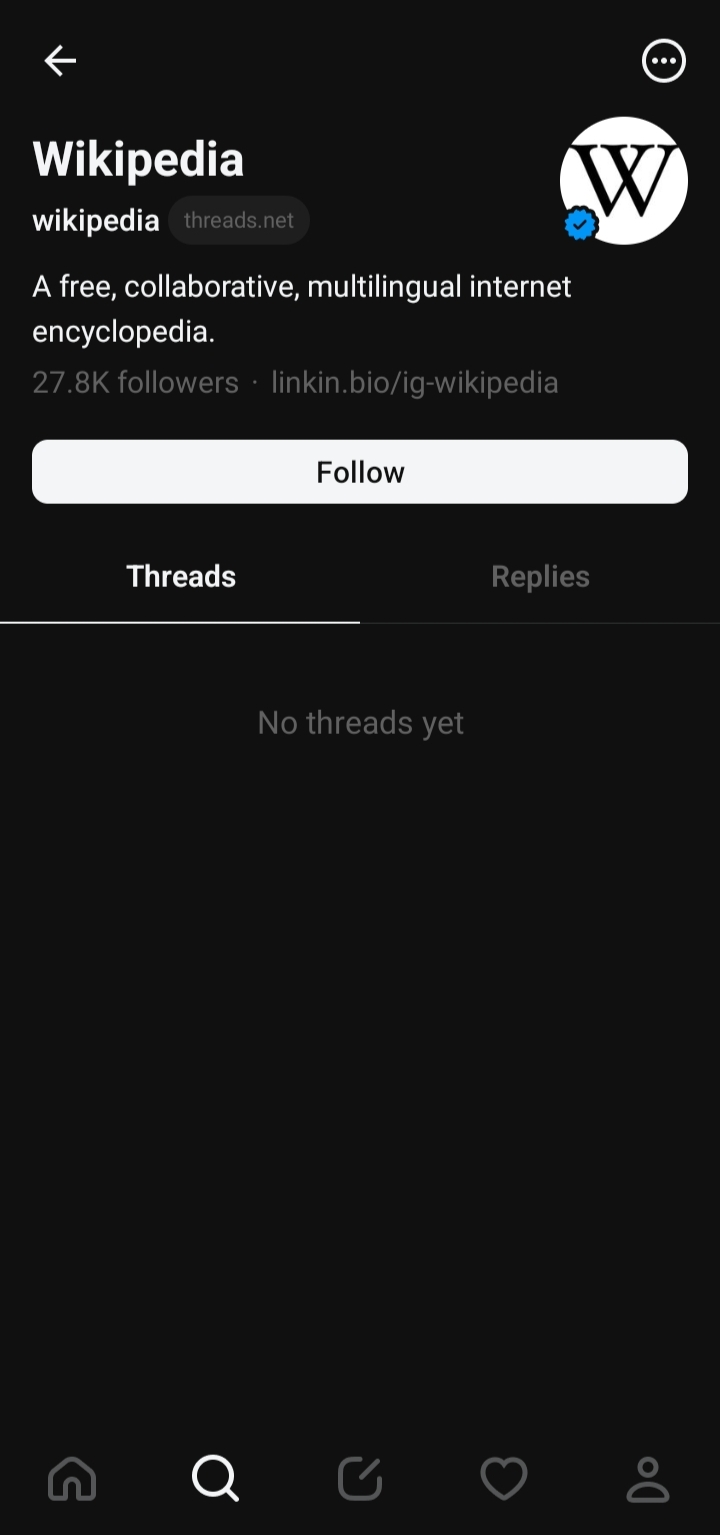
Le compte "Threads" de Wikipédia.

### Comptes
Les comptes Threads sont étroitement intégrés aux comptes Instagram. Les comptes Threads et Instagram partageront apparemment un nom d'utilisateur, une photo de profil et un nom, que les utilisateurs ne pourront modifier que via Instagram. Les utilisateurs pourront sélectionner s'ils souhaitent que les abonnés, les comptes suivis et les utilisateurs bloqués sur Instagram soient transférés sur Threads. En raison de la nature décentralisée du service et de sa compatibilité avec le protocole ActivityPub, les comptes Threads pourront être trouvés et accessibles à @utilisateur@threads.net par les utilisateurs d'autres réseaux sociaux décentralisés tels que Mastodon. Les utilisateurs de Threads peuvent également limiter les réponses à une publication, ce qui signifie qu'elle ne sera pas partagée en dehors de Threads avec d'autres plateformes décentralisées, et restera uniquement au sein de Threads. En décembre 2023, Meta revient en partie sur cette annonce et précise que l'interopérabilité avec les comptes de Mastodon et du Fediverse ne sera pas activée par défaut, en raison des défis « en matière de protection de la vie privée et des données personnelles » que pose cette interopérabilité.
Le 10 juillet 2023, Mark Zuckerberg annonce sur son compte Threads que l'application a atteint les 100 millions d'utilisateurs. Le 28 juillet, Mark Zuckerberg déclare que la moitié des utilisateurs de Threads ont cessé d'utiliser l'application et indique que Meta travaille à de nouvelles fonctionnalités pour fidéliser les internautes.

### Publications utilisateurs
Sur Threads, les utilisateurs peuvent poster des messages de 500 caractères (contre 280 sur Twitter hors abonnement Blue).

### Disponibilité de la plateforme
Comme la plupart des services de média sociaux, Threads sera proposé via les plates-formes iOS d'Apple et Android de Google. Une application Web pourrait également être disponible, avec des profils utilisant le format threads.net/utilisateur. L'application a été annoncée le 4 juillet avec des précommandes ouvertes deux jours avant sa sortie aux États-Unis.
Un lancement n'est pas encore prévu dans les pays de l'Union européenne, du fait de la politique de protection des données personnelles,. Le 15 juillet, Meta bloque l'accès à son réseau en Europe. Le 11 décembre 2023, Meta annonce l'arrivée de Threads dans l'Union européenne à partir du 14 décembre 2023.

### Accessibilité
L'annonce de lancement de Threads déclare que « les fonctionnalités d'accessibilité disponibles actuellement sur Instagram, comme la prise en charge des lecteurs d'écran et les descriptions d'images générées par des IA, sont également actives sur Threads ».

## Accueil

### Critique du traitement des données personnelles
Threads engrange de nombreuses données personnelles qui restent associés à chaque usager : adresse IP, historique des achats, adresse physique, historique de navigation web, informations de santé, données biométriques, race, orientation sexuelle, religion et statut de grossesse éventuelle. Selon les fonctionnalités utilisées, de nombreuses autres données peuvent être transmises à Threads et vendues à ses partenaires, allant de la géolocalisation à l'ensemble du contenu visionné ou posté par l'usager sur l'application et ses interactions avec les autres usagers, en passant par l'historique des recherches effectuées dans l'application, des informations financières, le type d'appareil utilisé, les signaux Bluetooth ou Wifi proches. Le traitement de ces données entre en partie dans le cadre du traitement des données personnelles prévu par la Politique de confidentialité commune aux autres réseaux sociaux possédés par Meta (comme Instagram, WhatsApp et Facebook ainsi que les informations recueillies par le Pixel Meta qui, placé sur des sites Internet, piste et analyse l'activité des internautes) et en vertu de laquelle les données recueillies sur ces différentes plates-formes peuvent être recoupées entre elles par Meta. Mais l'utilisation de Threads implique d'accepter en plus une Politique de confidentialité complémentaire relative à Threads, qui stipule notamment qu'il est impossible de supprimer son compte Threads sans supprimer du même coup son compte Instagram. Plusieurs experts en matière de vie privée ont émis des avertissements au sujet de la grande quantité d'informations personnelles ainsi collectées. Selon le consultant et formateur en réseaux sociaux Xavier Degraux « Jamais dans l’histoire des réseaux sociaux, un réseau social n’a aspiré autant de données personnelles. ».
Selon l'entreprise Home Security Heroes, qui a mené une batterie de tests sur la protection des données personnelles par les principaux réseaux sociaux, Threads est la pire application en matière de vie privée. La firme estime en effet que Threads collecte 86 % des données personnelles de ses usagers, et collecte 50% de plus de données que Twitter/X. En convertissant sous la forme d'un prix en dollars la quantité d'informations personnelles qu'un internaute doit céder à un réseau pour l'utiliser, la firme estime que l'inscription à Threads coûterait 3900 dollars.

### Critique des fonctionnalités d'accessibilité
Après avoir mené des tests en juillet 2023, l'association britannique AbilityNet indique que l'application Threads échoue à ses tests d'accessibilité et montre des fonctionnalités d'accessibilité insuffisantes, qui contredisent les promesses de Meta en la matière.

### Réaction des usagers de Mastodon
La fédération de Threads avec les plateformes ActivityPub fut rejetée par certains utilisateurs Mastodon à cause des antécédents de Meta. En conséquence, certains administrateurs d'instances Mastodon ont bloqué à l'avance celle de Threads. Ensuite, une campagne regroupant des administrateurs d'instances, le Anti-Meta Fedi Pact (« Alliance du Fediverse contre Meta »), a été créée pour dénoncer la fédération de Threads avec les plateformes ActivityPub, suscitée par des inquiétudes d'une approche « embrace, extend and extinguish » et d'une modération ne prenant pas en compte la protection des communautés marginalisées. Cette campagne a pour but de sensibiliser les utilisateurs et administrateurs à propos des dangers que représente Meta sur le Fediverse et de les inciter à bloquer l'instance de Meta.